# حي الوحدة (عدن)
حي الوحدة هو أحد أحياء مديرية الشيخ عثمان في محافظة عدن اليمنية. يبلغ تعداد سكانه 21780 نسمة حسب التعداد السكاني في اليمن لعام 2004.